# Estatísticas de A Igreja de Jesus Cristo dos Santos dos Últimos Dias
As tabelas a seguir mostram o número de membros de A Igreja de Jesus Cristo dos Santos dos Últimos Dias nos mais de 170 países e territórios com a presença oficial da igreja em 2012. A tabela também mostra o número de organizações estruturais da igreja em cada um desses países.

## África
| País                           | População   | Santos dos Últimos Dias | Congregações | Missões | Templos |
| ------------------------------ | ----------- | ----------------------- | ------------ | ------- | ------- |
| África do Sul                  | 52 981 991  | 59.385                  | 154          | 3       | 1       |
| Angola                         | 19 183 590  | 1.436                   | 8            | 1       |         |
| Benim                          | 9 988 068   | 1 439                   | 11           | 1       | -       |
| Botswana                       | 2 024 904   | 3 021                   | 8            | 1       | -       |
| Camarões                       | 22 534 532  | 1 359                   | 6            | -       | -       |
| Cabo Verde                     | 531 046     | 10.796                  | 35           | 1       | -       |
| Costa do Marfim                | 23 202 000  | 22.576                  | 72           | 2       | -       |
| Etiópia                        | 87 952 991  | 1 807                   | 6            | -       | -       |
| Gana                           | 27 043 093  | 57 748                  | 168          | 4       | 1       |
| Lesoto                         | 2 098 000   | 838                     | 3            | -       | -       |
| Libéria                        | 4 397 000   | 8 081                   | 22           | 1       | -       |
| Madagáscar                     | 22 005 222  | 9 826                   | 38           | 1       | -       |
| Malawi                         | 16 829 000  | 1 653                   | 8            | -       | -       |
| Maurícia                       | 1 295 789   | 442                     | 2            | -       | -       |
| Moçambique                     | 23 700 715  | 6 900                   | 21           | 1       | -       |
| Namíbia                        | 2 113 077   | 775                     | 2            | -       | -       |
| Nigéria                        | 174 507 539 | 118.139                 | 378          | 5       | 1       |
| Quénia                         | 44 037 656  | 12 184                  | 41           | 1       | -       |
| República Centro-Africana      | 4 422 000   | 187                     | 1            | -       | -       |
| República Democrática do Congo | 75 507 308  | 37 909                  | 130          | 2       | -       |
| República do Congo             | 4 366 266   | 5 787                   | 16           | 1       | -       |
| Reunião                        | 840 974     | 903                     | 4            | -       | -       |
| Serra Leoa                     | 6 190 280   | 13 078                  | 30           | 1       | -       |
| Essuatíni                      | 1 185 000   | 1 693                   | 4            | -       | -       |
| Tanzânia                       | 44 928 923  | 1 263                   | 6            | -       | -       |
| Togo                           | 7 154 237   | 2 307                   | 12           | -       | -       |
| Uganda                         | 35 873 253  | 12 380                  | 26           | 1       | -       |
| Zâmbia                         | 14 309 466  | 2 758                   | 12           | 1       | -       |
| Zimbabwe                       | 12 973 808  | 25 001                  | 60           | 1       | -       |

## América

### América do Norte
| País           | População   | Santos dos Últimos Dias | Congregações | Missões | Templos | Centros de História da Família |
| -------------- | ----------- | ----------------------- | ------------ | ------- | ------- | ------------------------------ |
| Canadá         | 35 427 524  | 190 265                 | 479          | 7       | 8       | 165                            |
| Estados Unidos | 318 349 000 | 6 398 889               | 13 866       | 120     | 70      | 1 847                          |
| México         | 118 395 054 | 1 344 239               | 1 980        | 34      | 12      | 266                            |

### América Central e Caribe
| País                     | População  | Santos dos Últimos Dias | Congregações | Missões | Templos |
| ------------------------ | ---------- | ----------------------- | ------------ | ------- | ------- |
| Antígua e Barbuda        | 81 799     | 209                     | 1            | -       | -       |
| Bahamas                  | 319 031    | 962                     | 2            | -       | -       |
| Barbados                 | 277 821    | 869                     | 3            | -       | -       |
| Belize                   | 334 297    | 4 502                   | 11           | -       | -       |
| Costa Rica               | 4 586 353  | 42 943                  | 73           | 1       | 1       |
| Dominica                 | 72 660     | 173                     | 1            | -       | -       |
| El Salvador              | 6 279 783  | 117 234                 | 164          | 3       | 1       |
| Granada                  | 109 590    | 336                     | 1            | -       | -       |
| Guatemala                | 15 531 208 | 247 708                 | 417          | 6       | 2       |
| Haiti                    | 9 893 934  | 19 216                  | 43           | 1       | -       |
| Honduras                 | 8 555 000  | 160 437                 | 226          | 4       | 1       |
| Jamaica                  | 2 889 187  | 5 712                   | 19           | 1       | -       |
| Martinica                | 386 486    | 197                     | 1            | -       | -       |
| Nicarágua                | 6 038 652  | 84 405                  | 101          | 2       | -       |
| Panamá                   | 3 661 868  | 50 062                  | 72           | 1       | 1       |
| Porto Rico (EUA)         | 3 667 084  | 21 363                  | 41           | 1       | -       |
| São Cristóvão e Neves    | 53 000     | 194                     | 1            | -       | -       |
| Santa Lúcia              | 173 765    | 263                     | 2            | -       | -       |
| São Vicente e Granadinas | 103 000    | 578                     | 2            | -       | -       |
| Trinidad e Tobago        | 1 346 350  | 3 179                   | 10           | 1       | -       |

### América do Sul
A denominação religiosa está presente em todos os países da América do Sul. Neste subcontinente, vivem 3 549 839 Santos dos Últimos Dias, sendo o Brasil o país com maior número deles, com 1,1 milhão de adeptos. Além do Brasil, outros países com notável população de membros são o Chile e Peru, ambos com mais de 500 mil adeptos.  O Chile apresenta a maior densidade de membros na região: Quase 4% da população religiosa do país pertence à religião. O subcontinente também possui 15 templos em funcionamento, sendo 6 apenas no Brasil. Todos os países da região possuem templos, com exceção da Guiana, Guiana Francesa e Suriname.
Em 2012, havia 74 Missões estabelecidas na região, além de 5.617 congregações e 824 Centros de História da Família operados pela igreja.
| País            | População   | Santos dos Últimos Dias | Congregações | Missões | Templos |
| --------------- | ----------- | ----------------------- | ------------ | ------- | ------- |
| Argentina       | 41 660 417  | 421 971                 | 792          | 12      | 1       |
| Bolívia         | 10 556 102  | 188 261                 | 257          | 4       | 1       |
| Brasil          | 201 032 714 | 1 250 073               | 1 972        | 34      | 9       |
| Chile           | 17 772 871  | 583 359                 | 614          | 10      | 1       |
| Colômbia        | 47 425 437  | 185 891                 | 266          | 5       | 1       |
| Equador         | 15 223 680  | 220 247                 | 306          | 5       | 1       |
| Guiana          | 735 554     | 5 474                   | 13           | -       | -       |
| Guiana Francesa | 250 109     | 357                     | 1            | -       | -       |
| Paraguai        | 6 800 284   | 86 790                  | 139          | 2       | 1       |
| Peru            | 30 475 144  | 543 869                 | 776          | 12      | 1       |
| Suriname        | 566 846     | 1 390                   | 6            | -       | -       |
| Uruguai         | 3 324 460   | 101 449                 | 152          | 2       | 1       |
| Venezuela       | 28 946 101  | 161 309                 | 269          | 4       | 1       |

## Ásia
| País             | População     | Santos dos Últimos Dias | Estacas e Distritos | Alas e ramos | Missões | Templos | Referências   |
| ---------------- | ------------- | ----------------------- | ------------------- | ------------ | ------- | ------- | ------------- |
| Afeganistão      | 28 395 716    | 700                     | -                   | 28           | -       | -       | [ 8 ] [ 9 ]   |
| Bahrein          | 1 234 571     | 170                     | -                   | 1            | -       | -       | [ 9 ] [ 10 ]  |
| Bangladesh       | 163 654 860   | 100                     | -                   | 1            | -       | -       | [ 11 ] [ 12 ] |
| Camboja          | 15 205 539    | 12 223                  | 4                   | 28           | 1       | -       | [ 13 ] [ 14 ] |
| Casaquistão      | 17 736 896    | 240                     | -                   | 1            | -       | -       | [ 15 ] [ 16 ] |
| Chipre           | 1 155 403     | 428                     | -                   | 4            | -       | -       | [ 17 ] [ 18 ] |
| Coreia do Sul    | 50 423 955    | 86 170                  | 23                  | 128          | 4       | 1       |               |
| Filipinas        | 99 823 800    | 688 117                 | 173                 | 1 148        | 21      | 2       |               |
| Hong Kong        | 7 182 724     | 24 528                  | 5                   | 34           | 1       | 1       |               |
| Índia            | 1 246 330 000 | 11 690                  | 3                   | 42           | 2       | -       |               |
| Indonésia        | 252 164 800   | 6 920                   | 3                   | 23           | 1       | -       |               |
| Israel           | 7 707 042     | 253                     | 1                   | 4            | -       | -       |               |
| Japão            | 127 090 000   | 126 981                 | 45                  | 279          | 7       | 3*      |               |
| Macau            | 583 003       | 1 347                   | -                   | 2            | -       | -       |               |
| Malásia          | 30 182 000    | 9 259                   | 4                   | 34           | -       | -       |               |
| Mongólia         | 3 226 516     | 10 763                  | 2                   | 23           | 1       | -       |               |
| Papua Nova Guiné | 6 431 902     | 21 983                  | 8                   | 73           | 2       | -       |               |
| Singapura        | 5 460 302     | 3 608                   | 1                   | 11           | 1       | -       | [ 19 ]        |
| Sri Lanka        | 21 675 648    | 1 338                   | 1                   | 3            | -       | -       |               |
| Taiwan           | 23 386 883    | 56 821                  | 12                  | 101          | 2       | 1       |               |
| Tailândia        | 64 456 700    | 18 071                  | 6                   | 38           | 1       | -       |               |
| Turquia          | 80 694 485    | 319                     | -                   | 4            | -       | -       |               |

- Foi anunciado a construção do Templo de Sapporo, Japão

## Europa
| País          | População   | Santos dos Últimos Dias | Estacas e Distritos | Alas e ramos | Missões | Templos |
| ------------- | ----------- | ----------------------- | ------------------- | ------------ | ------- | ------- |
| Albânia       | 4 249 942   | 2 477                   | -                   | 11           | 1       | -       |
| Alemanha      | 82 046 000  | 38 992                  | 17                  | 171          | 3       | 2       |
| Andorra       | 71 822      | 66                      | -                   | 1            | -       | -       |
| Áustria       | 8 200 691   | 4 469                   | -                   | 17           | -       | -       |
| Bélgica       | 10 403 951  | 6 415                   | -                   | 17           | 1       | -       |
| Bulgária      | 7 928 901   | 2 402                   | 1                   | 9            | 1       | -       |
| Croácia       | 4 453 500   | 588                     | -                   | 6            | 1       | -       |
| Dinamarca     | 5 475 791   | 4 355                   | -                   | 23           | 1       | 1       |
| Eslováquia    | 5 379 455   | 239                     | -                   | 4            | -       | -       |
| Eslovênia     | 2 053 355   | 425                     | 1                   | 4            | -       | -       |
| Espanha       | 46 063 511  | 51 192                  | -                   | 140          | 3       | 1       |
| Estônia       | 1 342 409   | 1 099                   | -                   | 4            | -       | -       |
| Finlândia     | 5 291 517   | 4 866                   | -                   | 30           | 1       | 1       |
| França        | 64 473 140  | 37 364                  | 11                  | 107          | 2       | -       |
| Grécia        | 11 216 708  | 748                     | -                   | 4            | 1       | -       |
| Gronelândia   | 57 564      | 15                      | -                   | 1            | -       | -       |
| Hungria       | 10 064 000  | 5 050                   | 1                   | 22           | 1       | -       |
| Itália        | 58 863 156  | 25 453                  | 14                  | 103          | 2       | 1*      |
| Kosovo        | 2 100 002   | 50                      | 1                   | 2            | -       | -       |
| Letônia       | 2 231 503   | 1 197                   | 1                   | 6            | 1       | -       |
| Lituânia      | 3 369 300   | 934                     | 1                   | 5            | -       | -       |
| Luxemburgo    | 493 500     | 358                     | -                   | 1            | -       | -       |
| Malta         | 402 000     | 168                     | -                   | 1            | -       | -       |
| Moldávia      | 4 128 047   | 355                     | -                   | 3            | -       | -       |
| Noruega       | 4 842 915   | 4 618                   | 1                   | 22           | 1       | -       |
| Países Baixos | 16 558 674  | 9 284                   | 3                   | 33           | 1       | 1       |
| Polônia       | 38 130 302  | 1 813                   | 2                   | 14           | 1       | -       |
| Portugal      | 10 707 924  | 41 917                  | 10                  | 72           | 1       | -       |
| Romênia       | 21 498 616  | 2 990                   | 2                   | 16           | 1       | -       |
| Rússia        | 142 008 837 | 22 039                  | 13                  | 98           | 7       | -       |
| Sérvia        | 7 334 935   | 334                     | 1                   | 3            | -       | -       |
| Suécia        | 9 325 429   | 9 463                   | 5                   | 40           | 1       | 1       |
| Suíça         | 7 739 100   | 8 741                   | 5                   | 36           | -       | 1       |
| Ucrânia       | 46 011 300  | 11 439                  | 5                   | 56           | 3       | 1       |
| Reino Unido   | 61 113 215  | 186 768                 | 46                  | 334          | 6       | 2       |

- Foi anunciado o Templo de Roma, Itália.

Reino Unido
| País          | População  | Membros SUD | Estacas e Distritos | Alas e ramos | Missões | Templos |
| ------------- | ---------- | ----------- | ------------------- | ------------ | ------- | ------- |
| Escócia       | 5 168 300  | 26 598      | 5                   | 39           | 1       | -       |
| Guernsey      | 65 573     | 46          | -                   | 1            | -       | -       |
| Ilha de Man   | 76 554     | 300         | -                   | 1            | -       | -       |
| Inglaterra    | 51 446 000 | 145 385     | 36                  | 258          | 5       | 2       |
| Irlanda       | 4 339 000  | 5 297       | 2                   | 13           | -       | -       |
| Islândia      | 319 756    | 268         | -                   | 2            | -       | -       |
| Jersey        | 91 626     | 307         | -                   | 1            | -       | -       |
| País de Gales | 3 004 601  | 9 491       | 4                   | 24           | -       | -       |

## Igreja
- Total de membros: 15.082.028
- Missões: 405
- Missionários: 80.000
- Centros de Treinamento Missionário: 15
- Templos: 143
- Congregações: 29.253
- Escolas e Universidades: 4
- Estudantes do Seminário: 361.993
- Estudantes do Instituto: 337.237
- Centros de História da Família: 4.645
- Países que possuem Centro de história da família: 134
- Edições notáveis da Igreja: 166